# Hugo Lepe
Hugo Venancio Lepe Gajardo (Santiago, Chile, 8 de abril de 1934-ibídem, 4 de julio de 1991) fue un futbolista profesional y arquitecto chileno. Jugó de defensa central.

## Trayectoria
En sus comienzos en la Población Lo Franco, en Quinta Normal, destacó como defensa central defendiendo, primero los colores del club Doctor Raúl Denis, y posteriormente Defensor de Renca, desde donde en 1953 fue fichado para la Cuarta Especial de Universidad de Chile. Debutó en el primer equipo estudiantil en 1958, y formó parte del equipo campeón de 1959.
En 1960 fue contratado por Santiago Morning equipo que defendió hasta 1962, formando una dupla defensiva de apreciable rendimiento con Humberto “Chita” Cruz. Vistió la casaca del seleccionado nacional formando parte del conjunto que participó en la Copa Mundial de 1962.
Colo Colo contrata en 1963 la dupla defensiva que él forma con Humberto “Chita” Cruz, que en el tiempo se convertirá en inolvidable. Al finalizar el año sumará su segundo título en el fútbol chileno. En Colo Colo jugó hasta su retiro el año 1967.
En la cancha se le recuerda por su gran envergadura física, de fuerte temperamento, muy difícil de pasar tanto por abajo como por arriba, sobre todo por sus grandes zancadas para ir a los cierres y cruces.

## Otras actividades
Retirado del fútbol se dedicó de lleno al desarrollo de su profesión de arquitecto.
Fundó, junto a Mario Moreno, el primer Sindicato de Futbolistas Profesionales.
Postuló a la presidencia de Colo Colo ganando la elección por amplia mayoría, pero no pudo asumir limitado por el poco tiempo como socio.
En 1973, años después de haber vestido la roja de la selección chilena fue uno de los tantos chilenos que ocuparon las graderías del Estadio Nacional en calidad de detenidos por la dictadura Militar que puso fin al gobierno de Salvador Allende. Lepe fue detenido debido a su militancia en el Partido Socialista, además de desarrollar su profesión de arquitecto en el Ministerio de Obras Públicas. Junto a otros jugadores detenidos, fue rescatado obteniendo su libertad por gestiones de Francisco “Chamaco” Valdés.
Perdió la vida luchando contra una enfermedad neurológica poco común, el 4 de julio de 1991. Tenía 57 años. Colo Colo declaró duelo oficial.
En 1995 al cumplirse el Centenario del  fútbol chileno  Correos de Chile emitió 4 sellos conmemorativos  alusivos al Mundial de 1962, uno de ellos contenía la figura de un dirigente, el  Sr Carlos Dittborn y  cada uno los otros tres reproducían individualmente a los jugadores Hugo Lepe, Eladio Rojas y Honorino Landa con la vestimenta de seleccionado nacional.

## Selección nacional
Fue internacional con la Selección de fútbol de Chile jugando 1 partido Clase A, pero lo más relevante en su carrera futbolística fue formar parte del plantel mundialista que logró el tercer lugar en la Copa Mundial “Jules Rimet” de 1962.

### Participaciones en Copas del Mundo
| Mundial                        | Sede  | Resultado     |
| ------------------------------ | ----- | ------------- |
| Copa Mundial de Fútbol de 1962 | Chile | Tercer lugar. |

### Partidos internacionales
| 1     | 9 de diciembre de 1961 | Estadio Nacional, Santiago, Chile | Chile | 5-1 | Hungría |  |  | Fernando Riera | Amistoso |
| Total | Presencias             | 1                                 | Goles | 0   |         |  |  |                |          |

| Selección chilena | Selección chilena | Selección chilena |
| Año               | Partidos          | Goles             |
| ----------------- | ----------------- | ----------------- |
| 1961              | 1                 | 0                 |
| Total             | 1                 | 0                 |

## Clubes
| Club                 | País  | Año       |
| -------------------- | ----- | --------- |
| Universidad de Chile | Chile | 1958-1959 |
| Santiago Morning     | Chile | 1960-1962 |
| Colo Colo            | Chile | 1963-1967 |

## Palmarés

### Torneos nacionales oficiales
| Título           | Club                 | País  | Año  |
| ---------------- | -------------------- | ----- | ---- |
| Primera División | Universidad de Chile | Chile | 1959 |
| Primera División | Colo Colo            | Chile | 1963 |

### Torneos internacionales oficiales
| Título                       | Equipo             | Sede  | Año  |
| ---------------------------- | ------------------ | ----- | ---- |
| 3.er lugar Copa Mundial 1962 | Selección de Chile | Chile | 1962 |